# Braço do Trombudo
Braço do Trombudo is een gemeente in de Braziliaanse deelstaat Santa Catarina. De gemeente telt 3.419 inwoners (schatting 2009).

## Aangrenzende gemeenten
De gemeente grenst aan Agrolândia, Otacílio Costa, Pouso Redondo en Trombudo Central.